# Demeankî, Șîșakî
Demeankî (în ucraineană Дем'янки) este un sat în comuna Velîka Buzova din raionul Șîșakî, regiunea Poltava, Ucraina.

## Demografie
Componența lingvistică a localității Demeankî
     Ucraineană (100%)
Conform recensământului din 2001, toată populația localității Demeankî era vorbitoare de ucraineană (100%).